# Sarcinodes
Sarcinodes là một chi bướm đêm thuộc họ Geometridae.